# ديفيد ويليام
ديفيد ويليام (20 مارس 1966 في المملكة المتحدة - ) (بالإنجليزية: David Hale)‏ هو لاعب كريكت بريطاني. لعب مع المقاطعات الوطنية للكريكيت الإنجليزي والويلزي ‏ وOxfordshire County Cricket Club ‏.

## وصلات خارجية
- ديفيد ويليام على موقع إي آس بي آن كريك إنفو (الإنجليزية)